# Fredrik Lilljekvist
Johan Fredrik Lilljeqvist, född 10 augusti 1863 i Stockholm, död 18 december 1932 i Stockholm, var en svensk arkitekt under jugenderan.

## Biografi

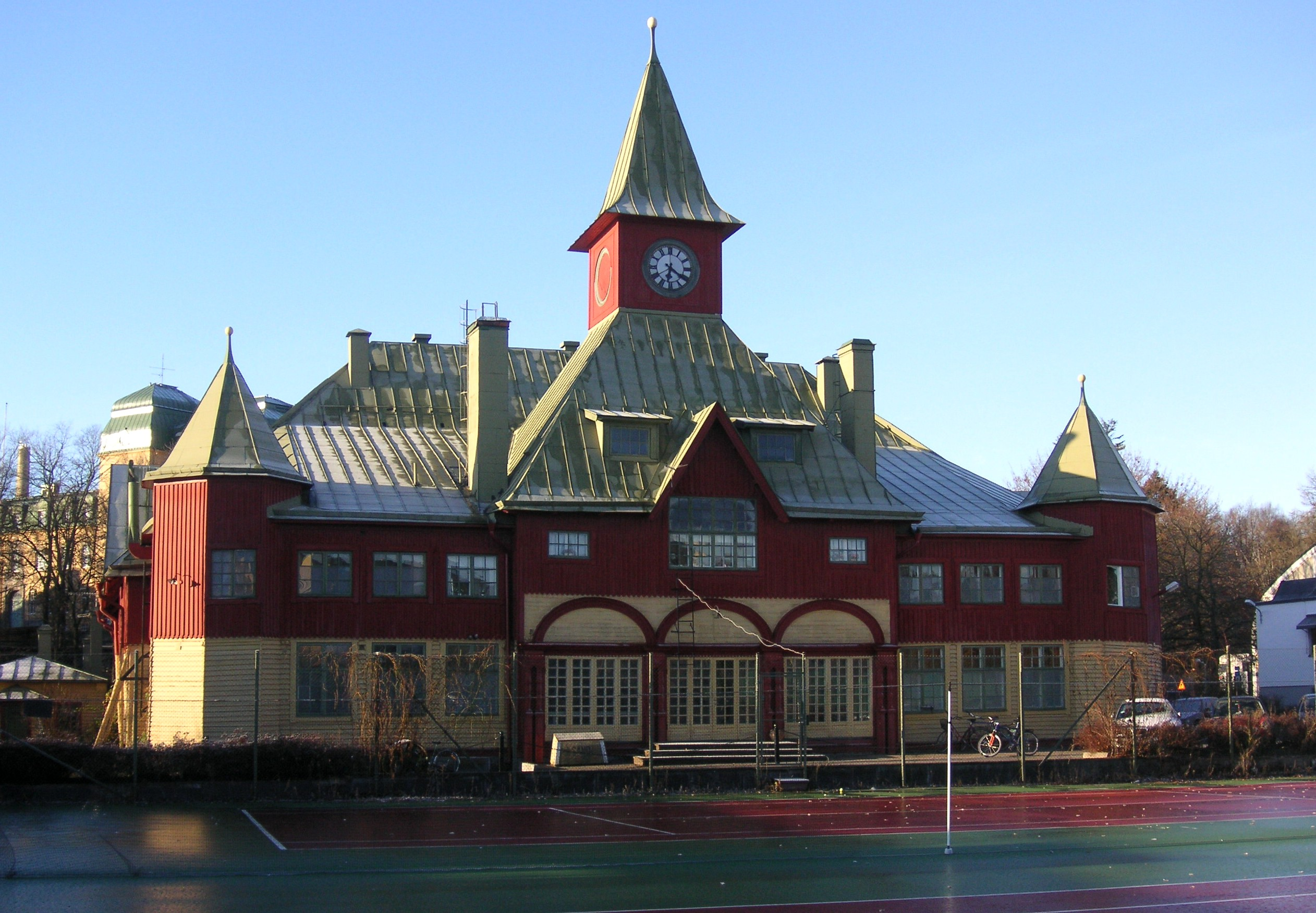
Tennispaviljongen 2007.

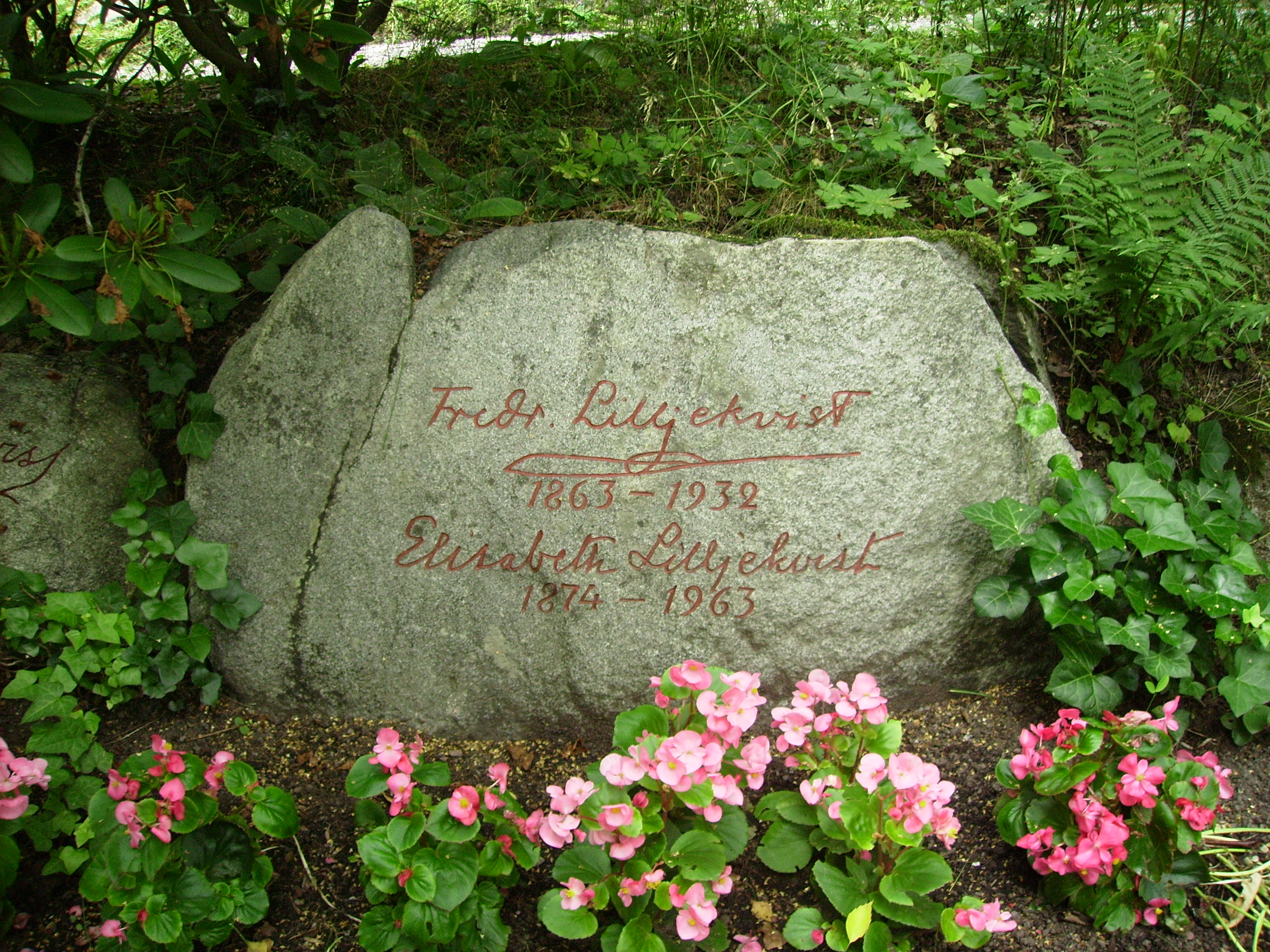
Gravvård på Djursholms begravningsplats.

Fredrik Lilljeqvist tog arkitektexamen vid Kungliga Tekniska högskolan 1884 och studerade därefter vid Konstakademien i Stockholm 1884–1887 och anställdes 1887 på Överintendentsämbetet, som hade ansvaret för statliga byggnader. Vid en omorganisation där blev han chef för den nyinrättade stadsplanebyrån i Byggnadsstyrelsen. Lilljekvist förknippas främst med Kungliga Dramatiska Teaterns nybyggnad i Stockholm (1901–1908). Konceptet till teatern var en konventionell tittskåpsteater med hästskoformad salong. Exteriört är byggnaden starkt påverkad av Wiener Jugend med rik dekorativ utarbetning av fasaderna. Fasadmaterialet är dyrbar, vit Ekebergsmarmor som bearbetades av flera ledande skulptörer, bland andra Carl Milles och Christian Eriksson.
1892–1898 arbetade Lilljeqvist med restaureringen av Gripsholms slott, och vid Stockholmsutställningen 1897 utmärkte han sig med en rekonstruktion av 1500-talets Stockholm som blev en publikmagnet på utställningen. Tennispaviljongen på Norra Djurgården ritade han 1896. Den stod ursprungligen vid Stockholms idrottspark, men flyttades 1911 till nuvarande plats i samband med bygget av Stockholms Stadion. Byggnadens kyrklika utformning är starkt nationalromantiskt inspirerat. Två parallella skepp med takljus, däremellan ett "kyrktorn" mot entrésidan.

## Verk i urval
- Svalnäs, bostad åt bankdirektör Henrik Palme i Djursholms villastad, 1886
- Vågaskär, Djursholm, 1890-tal
- Hotell Rydberg, Stockholm (ombyggnad), 1892
- Gumperts villa, Djursholm, 1894
- Gripsholms slott, Mariefred (restaurering), 1892−1898
- Gamla Stockholm (kulisstad), 1897
- Räntmästarhuset, Stockholm (renovering), 1890-tal
- Tennispaviljongen, Stockholm, 1896
- Segelsällskapet KSSS klubbhus i Sandhamn, 1897
- Jägarhyddan, Stockholm, 1897
- Lilljekvists hus, Stureplan 15, Stockholm, 1897
- Djursholms kapell, 1898
- Kobergs slott, Västergötland (ombyggnad), 1898−1899
- Österåsens sanatorium utanför Sollefteå, 1898−1901
- Kungliga Dramatiska Teatern, Stockholm, 1901−1908
- Strängnäs domkyrka, Strängnäs (restaurering), 1907−1910

## Utmärkelser

### Svenska utmärkelser
- Konung Oscar II:s och Drottning Sofias guldbröllopsminnestecken, 1907.[6]
- Konung Oscar II:s jubileumsminnestecken, 1897.[6]
- Kommendör av första klassen av Vasaorden, 30 september 1914.[7]
- Kommendör av andra klassen av Nordstjärneorden, 5 juni 1909.[8]

### Utländska utmärkelser
- Kommendör av andra graden av Danska Dannebrogorden, senast 1915.[6]
- Officer av Franska Hederslegionen, senast 1915.[6]
- Officier de l’Instruction publique av Franska Akademiska palmen, senast 1915.[6]
- Riddare av första klassen av Norska Sankt Olavs orden, senast 1915.[6]
- Riddare av tredje klassen av Ryska Sankt Annas orden, senast 1915.[6]